# 賀茂神社 (仙台市)
賀茂神社（かもじんじゃ）は、宮城県仙台市泉区古内字糺にある神社。下賀茂・上賀茂の2社が並立する形式をとる。
仙台藩家臣・古内氏の屋敷跡にあり、当地に遷宮する前の名称から「糺（ただす）さま」、社殿の色から「赤神さま」とも呼ばれる。

## 概要

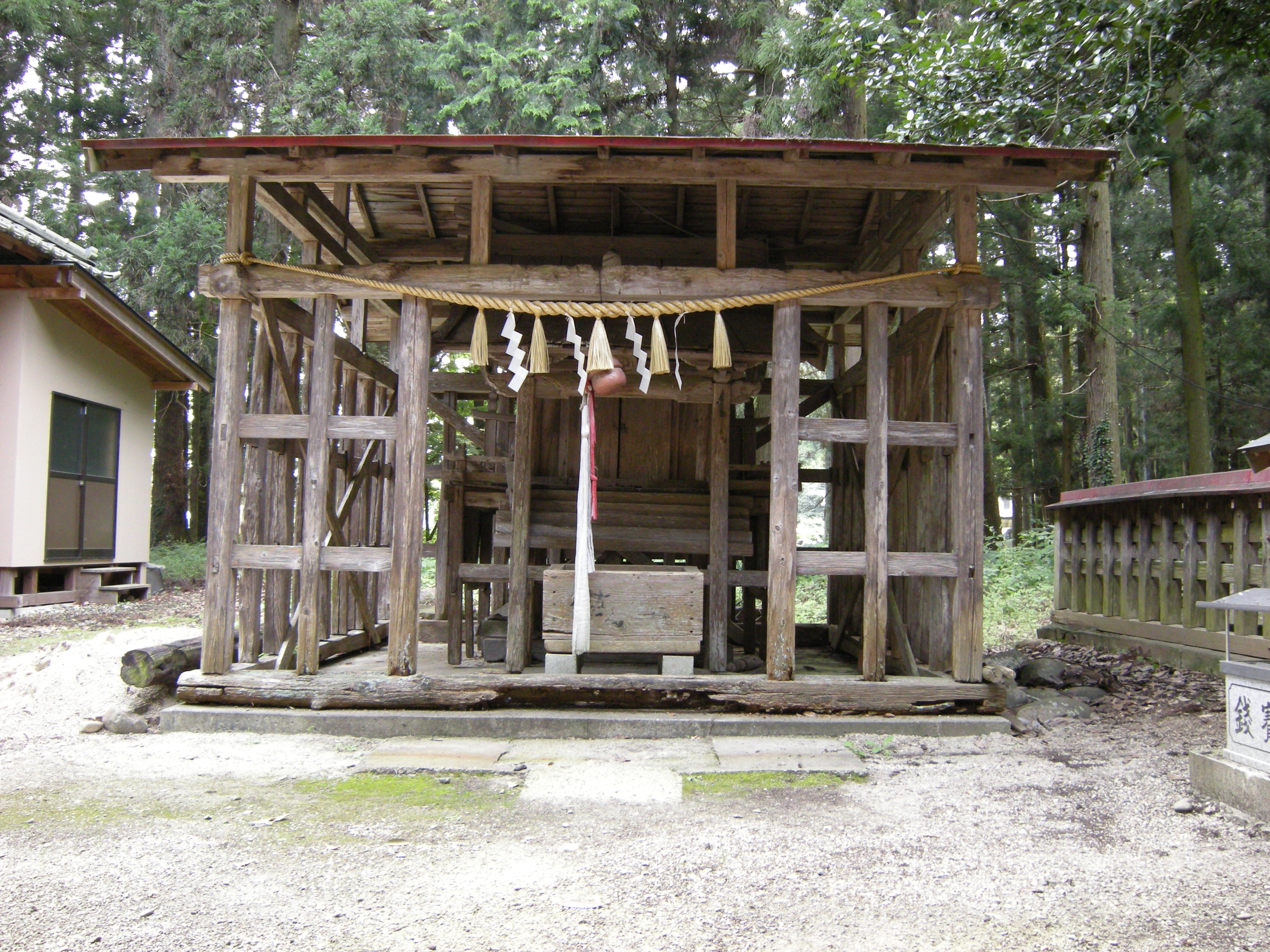
賀茂神社の拝殿前にある八咫烏神社

泉中央地区から西方にあり、境内の北側を七北田川（冠川）が蛇行しながら東流している。この七北田川と七北田丘陵に挟まれた狭い河岸段丘の際に境内はあり、西に上賀茂、東に下賀茂の両社が並んで南東を向いて鎮座している。その社殿の様式は茅葺箱棟造（かやぶきはこむねづくり）である。
下賀茂神社の正式名称は、賀茂御祖神社（かもみおやじんじゃ、北緯38度19分16.1秒 東経140度50分56.6秒）。祭神は、鴨建角身命（かもたけつねみのみこと）と多々須玉依姫（ただちたまよりひめ）の2柱。地元では「東の宮」と呼ばれる。
上賀茂神社の正式名称は、賀茂別雷神社（かもわけいかづちじんじゃ、北緯38度19分15.9秒 東経140度50分56.2秒）。別雷命（わけいかづちのみこと）を祭る。地元では「西の宮」と呼ばれる。
その他、八咫烏神社（やたがらすじんじゃ）も境内に所在する。
神社の周囲には巨木や古木が多く残り、仙台市の「杜の都・仙台 令和版 わがまち緑の名所100選」に選ばれている。
住所の小字は当地に遷宮する前の当社の名称から糺となっているが、大字の古内は当地が古内氏の領地であったことと関係している。古内氏の中では古内志摩義如が著名で、仙台藩4代藩主伊達綱村のときの国老（家老）であり、1671年（寛文11年）の寛文事件では刃傷沙汰の現場に居合わせた者の中で唯一の生き残りとなった。1673年（延宝元年）に43歳で没し、志摩の屋敷前の慈眼寺に葬られた。当社は志摩の屋敷跡に建てられたものである。

## 歴史
鹽竈神社の神職が、陸奥国宮城郡利府村野中男鹿島（北緯38度19分26.8秒 東経140度59分1.5秒 / 北緯38.324111度 東経140.983750度）にあった自らの屋敷内に只洲宮および貴船宮を祀っていたが、この只洲宮が現在の下賀茂神社の起源とされている。のちに貴船宮は鹽竈神社境内に遷され、1607年（慶長12年）には只洲宮（糺（ただす）の宮）も鹽竈神社（北緯38度19分8.1秒 東経141度0分45.4秒 / 北緯38.318917度 東経141.012611度）境内に遷された。仙台藩第3代藩主伊達綱宗が、伊達騒動で既に子の綱村に家督を譲っていたものの1663年（寛文3年）に鹽竈神社の修造を行い、只洲宮と貴船宮は鹽竈神社境内で遷宮された。仙台藩第4代藩主伊達綱村による鹽竈神社の修造の際には、只洲宮と貴船宮は鹽竈神社の外の別々の地に遷宮されることになり、1673年（延宝元年）に没した古内志摩の屋敷跡である当地に、1696年（元禄9年）、只洲宮は下賀茂神社として遷宮した。同時に上賀茂神社と八咫烏神社も勧請された。

### 年表
- 1607年（慶長12年） - 利府村から鹽竈神社境内に遷宮。
- 1663年（寛文3年） - 鹽竈神社境内で遷宮。
- 1696年4月1日（元禄9年2月29日） - 現在地にて着工。
- 1696年10月18日（元禄9年9月23日） - 御祖神社（下賀茂神社）として奉齋。
- 1697年2月20日（元禄10年1月29日） - 別雷神社（上賀茂神社）として奉齋。

## 祭典
どんと祭の時には裸参りも行われ、周辺道路が交通規制される。
- 歳旦祭（1月1日）
- どんと祭（1月14日）参拝者数：約3万人
- 春季例祭（4月29日）
- 夏越大祓式（7月31日）
- 秋季例祭（10月7日）
- 七五三祝祭（11月）

## 文化財

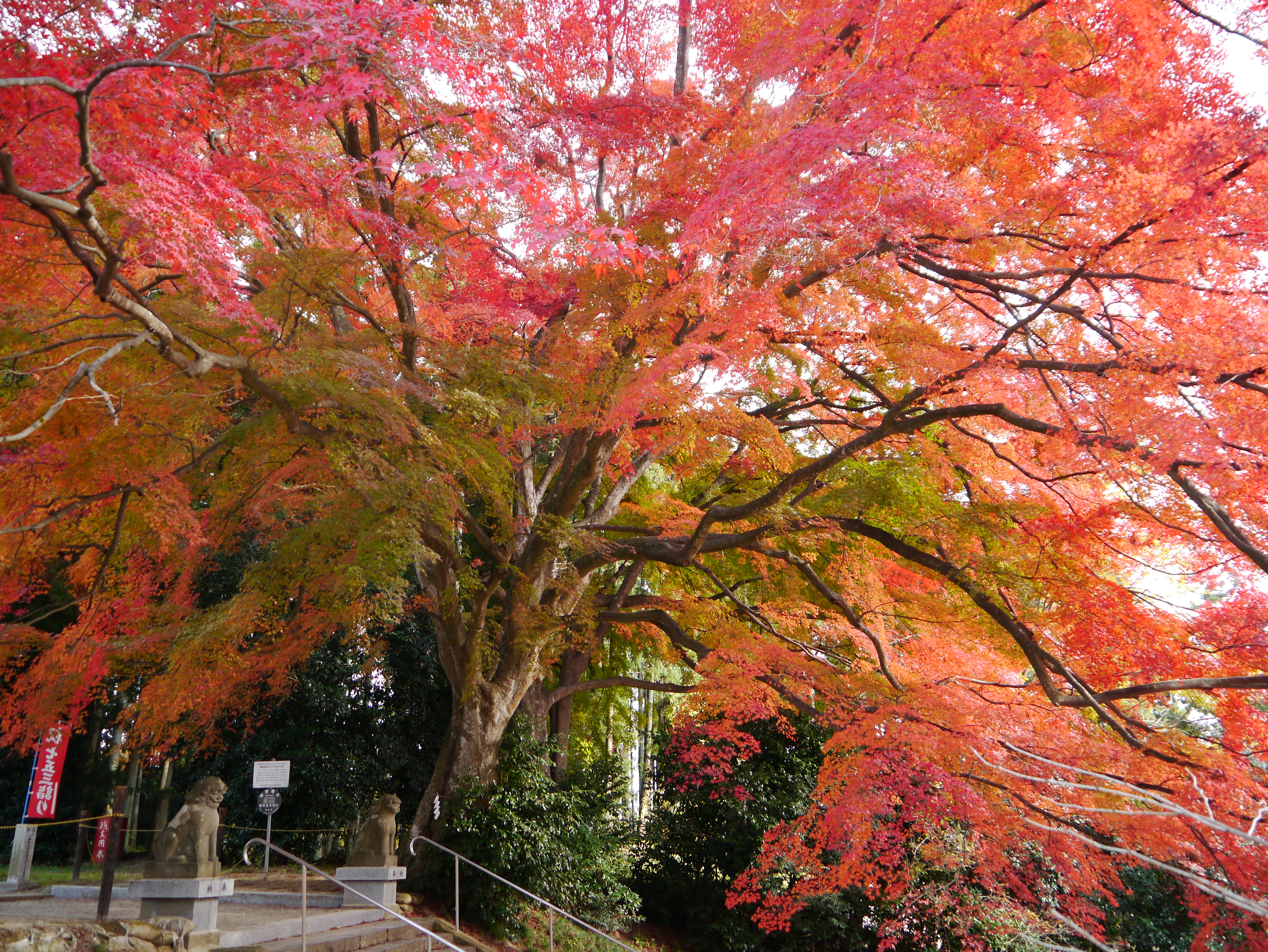
賀茂神社（仙台）のイロハモミジ

- 宮城県指定有形文化財（1964年（昭和39年）9月4日指定）
  - 下賀茂神社・上賀茂神社本殿二棟[7]
- 宮城県指定天然記念物（1999年（平成11年）7月2日指定）
  - イロハモミジ2本[8]
  - タラヨウ1本
- 仙台市指定天然記念物（1985年（昭和60年）4月25日に泉市が指定し、同市を編入合併した仙台市が再指定）
  - アラカシ2本[9]

## アクセス
- 仙台市地下鉄南北線・八乙女駅下車、当駅バスターミナルから宮城交通バスに乗車、「賀茂神社」バス停で下車し、徒歩で約1分。
- 東北自動車道・泉PAスマートICで下りて、宮城県道35号泉塩釜線を西進し、宮城県道264号大衡仙台線に入って南進。東北自動車道を跨ぐ陸橋を越えたら信号で東進して左側。

## 周辺
同社の南側にある七北田丘陵には、中世の城跡の長命館があり、周囲の丘陵部は加茂団地として開発されている。
門前の道は、七北田川南岸沿いに泉ヶ岳東麓に至る道で、北岸沿いの宮城県道35号泉塩釜線と共に七北田川沿いの主要道であったが、宮城県道37号仙台北環状線等が完成してからは裏道になった。
同社の門前には、長命沼から流れ出る水路を挟んで臨済宗の盛徳山慈眼寺（北緯38度19分10.2秒 東経140度51分2.2秒 / 北緯38.319500度 東経140.850611度）がある。北山五山の1つである資福寺の末寺である。同寺は古内志摩義如が、1655年（明暦元年）に死んだ母（横沢将監の娘）を葬るために建立したものである。慈眼寺という名称は、志摩の父の法名に由来する。